# Kanghwa
Kanghwa (Kanghwa-man, Kyŏnggi-man, Gyeonggi-man) – zatoka Morza Żółtego, położona u zachodnich wybrzeży Korei Południowej. Ma 85 długości, 122 km szerokości i do 54 m głębokości. Na terenie zatoki występują pływy morskie o wysokości do 10 m. Nad brzegami zatoki leży miasto Inczon. Do zatoki uchodzi rzeka Han-gang.